# Abd Allah Ibn Al-Tayyib
Abu-l-Faraj Abd Allah Ibn Al-Tayyib al-Baghdādī al-ʿIrāqī (980 - mort à Bagdad en 1043) médecin, philosophe et moine nestorien, il est l'auteur d'un commentaire intégral de la Bible en arabe ainsi que de plusieurs traités théologiques.

## Œuvres
- Le traité sur l'Union
- Le traité sur l’Unité et la Trinité
- Le traité sur les hypostases et la substance
- Le traité sur la science et le miracle
- Le traité sur les fondements de la religion
- Tafsīr kitāb Īsāghūjī li-Furfūriyūs, Commentaire d'Ibn al-Ṭayyib sur l'Isagogè de Porphyre